# Győrladamér
Győrladamér is een plaats (község) en gemeente in het Hongaarse comitaat Győr-Moson-Sopron. Győrladamér telt 1256 inwoners (2001).